# 缺翅蛺蝶屬
缺翅蛺蝶屬（Leafwing，學名：Zaretis）是蛺蝶科螯蛺蝶亞科安蛺蝶族中的一個屬。共有6個物種，分佈於墨西哥至南美洲南部一帶。成蟲喜愛吸食腐果汁液，外表酷似枯葉，在森林地面停留時形成保護色。

## 物種

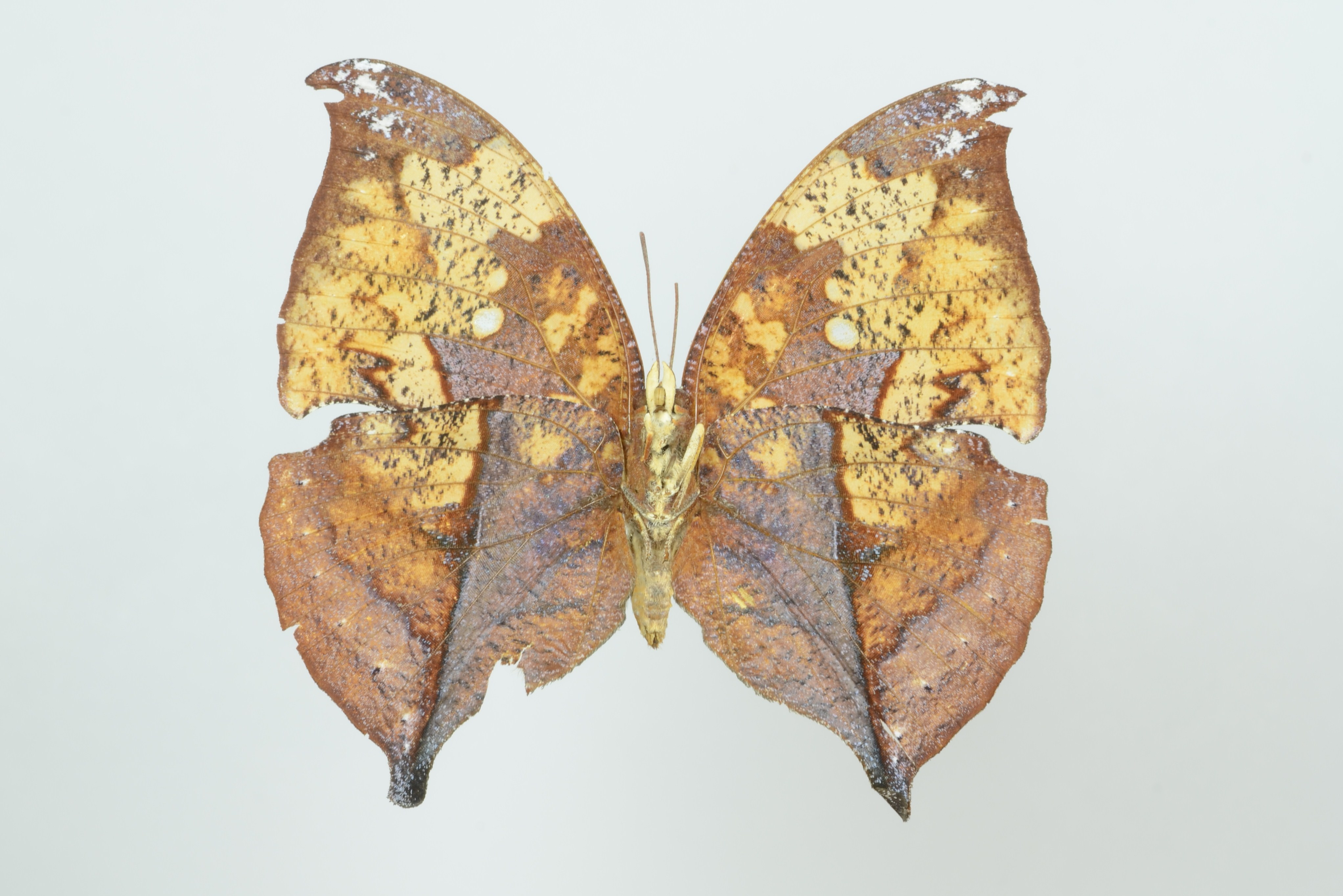
枯葉缺翅蛺蝶 Zaretis callidryas
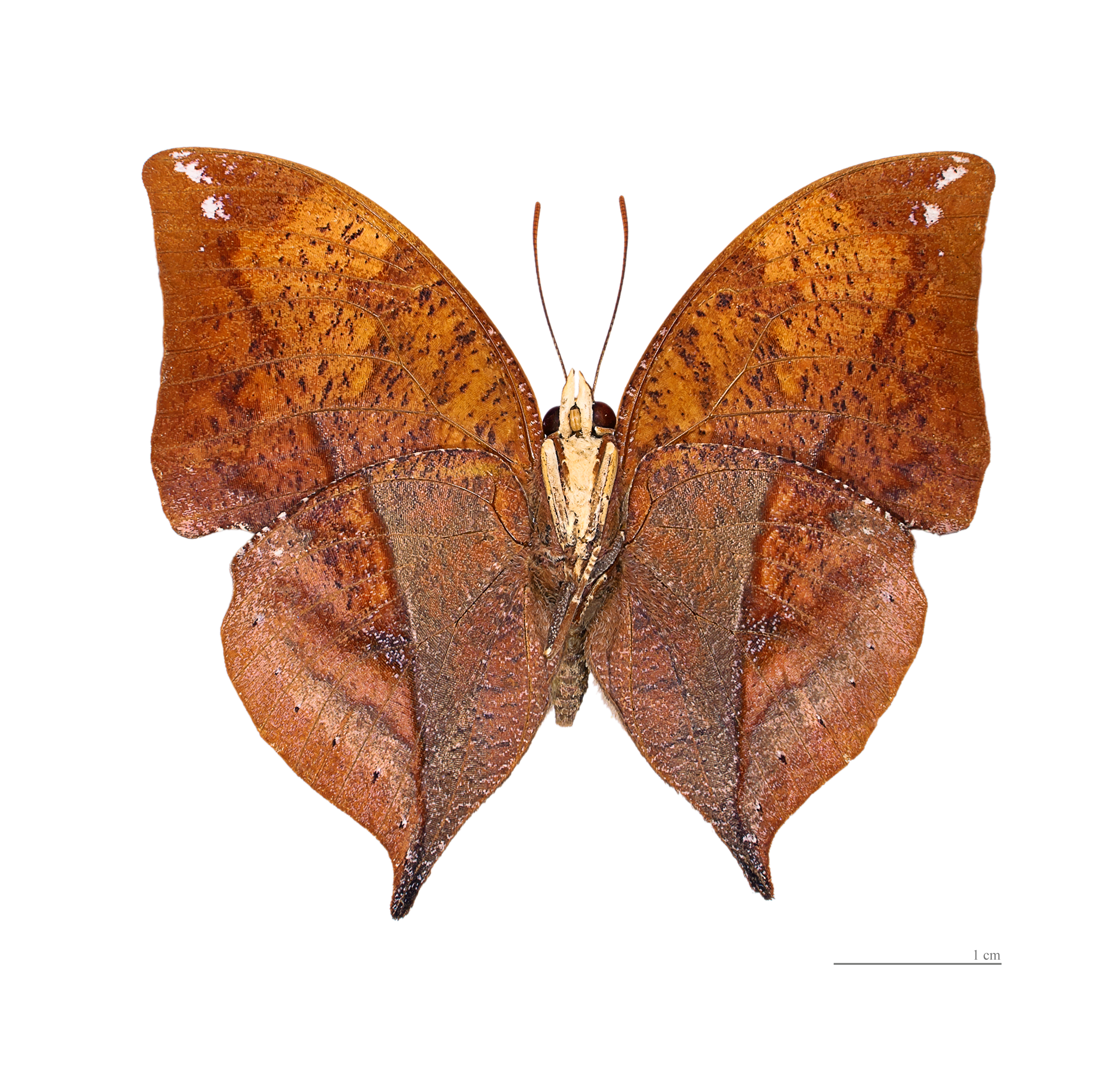
艾洛缺翅蛺蝶 Zaretis ellops
- 伊斯缺翅蛺蝶 Zaretis isidora
- 缺翅蛺蝶 Zaretis itys
- 橙紅缺翅蛺蝶 Zaretis syene
- Zaretis [n. sp.]

## 圖集
- 伊斯缺翅蛺蝶
Zaretis isidora
- 缺翅蛺蝶
Zaretis itys

## 腳註
1. ↑  Brower, Andrew V. Z. 2011. Zaretis Hübner 1819. Leafwings. Version 31 May 2011 (under construction). http://tolweb.org/Zaretis/70536/2011.05.31 （页面存档备份，存于） in The Tree of Life Web Project, http://tolweb.org/ （页面存档备份，存于） （英文）